# Papa Teodor I
Teodor I (Jerusalem, ? - Roma, 17 de maig de 649) fou papa de Roma, d'origen grec. Fou escollit papa el 24 de novembre de l'any 642. Al títol de «Pontífex» li va agregar el títol de «sobirà». Va realitzar una organització interna del clergat. Va morir a Roma el 14 de maig de l'any 649, presumiblement enverinat per ordre de l'emperador romà d'Orient Constant II. L'Església Ortodoxa el venera com a sant i el considera màrtir.

## Biografia
Es considera un nadiu grec, fill d'un bisbe de Jerusalem, però potser va néixer a Palestina. Es va convertir en cardenal diaca al voltant del 640, nomenat pel Papa Joan IV.
La seva elecció va ser recolzada, si no imposada, per l'exarca Isaac, i va ser instal·lat en el tron papal el 24 de novembre de 642, succeint el curt regnat del Papa Joan IV, que havia mort poc més d'un mes abans. Amb l'elecció d'un bisbe d'origen o formació grega, Constantinoble esperava guanyar un aliat important en l'afirmació del monotelisme, però la característica principal del pontificat de Teodor era només la continuació de la lluita contra els heretges monotelites, representada significativament per l'emperador Constant II i el Patriarca Pau II.
El patriarca anterior Pirro I, benvingut per l'emperador i per això substituït d'autoritat amb Pau II, va buscar l'aliança del Papa de Roma, abjurant del monotelisme. Teodor el va rebre amablement i activa els canals diplomàtics per obtenir una explicació de l'incident de Pau II i per presentar les seves queixes a l'emperador. Pirro I, però, amb l'esperança d'una acció més decisiva, i tement que la iniciativa de Teodor no conduiria a resultats útils per a ell, va canviar de tàctica i va decidir buscar una reconciliació amb Constant II: sortit de Roma, es va refugiar a Ravenna al'Exarca i es va retractar del'abjuració. L'Església de Roma no podia deixar sense càstig tal afront; Teodor va convocar un concili i excomunicà Pirro amb una duresa extrema cerimonial i oficial, signant-se l'acta de condemna (que es preparà sobre la tomba de l'apòstol Pere) amb una ploma mullada en tinta barrejada amb el vi consagrat. La història de l'excomunió realitzada amb aquesta cerimònia, entre les fonts antigues, està citada fins i tot per Teòfanes el Confessor. En aquella ocasió, i de la mateixa manera, també es va excomunicar el patriarca Pau II, culpable d'haver donat suport a l'Ekthesis, el document promulgat el 638 per l'emperador Heracli I amb la qual es va aprovar el monotelisme i, per silenciar els molts posicions a favor o en contra, es van prohibir els debats sobre el tema. En resposta, Pau II de Constantinoble va destruir l'altar romà que era al palau de Placídia i exilià o empresonà els nuncis papals.
Constant es van adonar que la situació podria crear una escletxa no només teològica, sinó també política: a més dels problemes amb els longobards, a Occident la figura del Papa va tendir a ser més i més una referència en comptes de l'emperador, i mentre el seu esforços contra el monotelisme van tenir poca impressió a Constantinoble, a l'oest va augmentar l'oposició a l'heretgia, més a Roma el cartulari Maurizio (l'administrador de l'erari romà d'Orient, però, de fet, també del contingent militar) s'havia revoltat contra l'exarca Isaac, que amb dificultat havia aconseguit sufocar la revolta. Per això era necessari intentar restablir la calma, i l'emperador va abolir l'ekthesis, promulgant al seu lloc, en 648, el Tipus de Constant, un document que ignorava les qüestions teològiques però prohibia en tot l'imperi (i per tant també a Roma) i la discussió de les qüestions relatives a la interpretació de les definicions controvertides, penades amb sancions gravíssimes: era, de fet, un document que prohibia especialment el Papa d'intervenir en les opinions teològiques diferents de les de l'Església de Roma. Va ser imposició òbviament inacceptable, a la qual Teodor no va poder oposar-se perquè va morir el 14 de maig de 649, abans que el Tipus de Constant arribés a Roma.
Va ser enterrat a la basílica de Sant Pere.